# Síndrome de la tiara
La síndrome de la tiara és un concepte que fa referència a la confiança ingènua per part de molts empleats, però sobretot de moltes empleades, que algun càrrec superior jeràrquic de l'empresa els promocionarà (els col·locarà una "tiara sobre el cap") després de reconèixer el treball ben fet que desenvolupen durant anys de forma disciplinada i eficaç, sense necessitat d'autopromocionar les seves capacitats i el seu talent. És un fenomen que es produeix de forma bastant freqüent en les dones quan poden aspirar a ascendir en la seva carrera professional.
Carol Frohlinder i Deborah Kolb, fundadores de Negociating Women, van proposar el terme.
El prototip de la dona ha estat sempre enfocat a ser subjectes passives, i en la feina, pot arribar a sentir-se aquesta sensació ja que el superior del qual esperes el seu reconeixement sovint ni tan sols coneix el nom de la subordinada. Però no és només un problema d'autoestima, sinó d'autoexigència, ja que de fet, les dones tan sols es presentarien candidates a un lloc de treball en cas d'estar segures que compleixen el 100% dels requisits, mentre que els homes ho farien sabent que no ho compleixen.
El símptoma més evident d'aquesta síndrome és, clarament, la frustració laboral. Pel fet que els caps i companys no noten l'esforç realitzat, qui pateix aquesta síndrome evidencia una clara frustració i desencantament. Però a més, aquest comportament pot portar a l'estrès laboral, i fins i tot a patir la denominada Síndrome d'esgotament professional. L'esgotament tant físic com mental és una altra de les grans conseqüències d'intentar constantment treballar extra.
Segons les autores, per combatre aquesta síndrome cal tenir en compte cinc elements claus: intel·ligència, recursos, marcar la diferència, buscar cert suport (entre els companys i les companyes) i tenir una confiança absoluta en una mateixa.